# BookTok
BookTok (auch Booktok) ist ein Hashtag und eine Community der App TikTok, die sich auf Bücher und Literatur konzentriert. In kurzen Clips (meist nicht länger als drei Minuten) werden von sogenannten Booktokern Bücher, die hauptsächlich dem englischen Genre Young Adult angehören, gezeigt oder kurz besprochen.
BookTok gilt im Verlagswesen als zunehmend wichtigeres Verkaufsmedium, was Jugendliche anbelangt.

## Hintergrund
Die Videos können unterschiedliche Inhalte haben. Der Großteil fokussiert sich auf Rezensionen, Empfehlungen zu Büchern, wie die User ihre Regale einrichten oder welche Bücher sie sich neu gekauft haben. Einige BookToker spezialisieren sich auf bestimmte Themen wie beispielsweise die Bücher von BIPoC- und LGBTQ-Autoren und diesen Themen in Büchern. Andere posten Rezensionen und Videos zu Büchern, die schon vor Jahren veröffentlicht wurden. Die meisten Menschen, die auf BookTok Videos hochladen, sind Teenager und junge Frauen.
Während der COVID-19-Pandemie im Jahr 2020 wurde BookTok immer beliebter, da viele Menschen bei dem Trend mitmachten und einige BookTok-Konten mehrere hunderttausend Follower bekamen. Im Jahr 2021 haben Verlage begonnen, mit bekannten BookTokern zusammenzuarbeiten, um bestimmte Bücher zu bewerben, oder sie haben kostenlose Werbegeschenke an diese geschickt. Im November 2023 wurde darüber berichtet, dass der #BookTok über 200 Milliarden Mal auf TikTok gesehen wurde.
Im Dezember 2021 schickte ein Mitglied der BookTok-Gemeinschaft dutzende Pakete an andere BookToker. Darin befand sich ein neu veröffentlichtes Buch und eine verschlüsselte Nachricht, um das Interesse an diesem neuen Buch zu wecken. Die Nachricht wurde innerhalb eines Monates von einer BookToker-Gruppe namens The Scooby Gang entschlüsselt. Melissa Blair, eine Anishinaabei-Benutzerin, wurde als Autorin entlarvt. Das Buch wurde über 4.000-mal verkauft. Anderen Autoren ist aufgefallen, dass Bücher sich besser verkaufen, wenn sie bei Videos den #BookTok und andere Tags benutzen, die spezifisch zu dem Buch passen.

## Auswirkungen auf den Verkauf und die Veröffentlichung von Büchern
Durch Videos auf TikTok, in denen Bücher empfohlen wurden, kann sich deren Umsatz deutlich erhöhen. BookTok half im Jahr 2021 dabei, rund 20 Millionen Bücher zu verkaufen, was über 2,4 % der gesamten Buchverkäufe des Jahres ausmacht. Mehrere Bücher sind durch diese Videos The New York Times Bestseller geworden. In einigen dieser Fälle waren die Bücher schon fast ein Jahrzehnt auf dem Markt, während andere schon vor ihrer Veröffentlichung berühmt sind. Die Bücher können auf der App beliebt werden, wenn sie entweder von den Lesern geliebt werden oder wenn in dem Buch etwas Schockierendes oder Lustiges passiert, siehe den Sci-Fi-Liebesroman Ice Planet Barbarians.
Sowohl Autoren als auch Verleger haben die Umsatzsteigerung durch BookTok bemerkt. Autoren haben deswegen eigene BookTok-Konten erstellt, genau wie Verlage, um ihre neuen Bücher für ihre Unternehmen zu bewerben und um für Werbegeschenke Kontakt zu bekannten Booktokern aufzunehmen. Einige haben die BookTok-Gemeinschaft dafür gelobt, dass sie Bücher bekannt macht, die sonst nicht so viel Aufmerksamkeit bekommen hätten, wie beispielsweise Bücher von selbstveröffentlichenden Autoren. Große Verlage kaufen auch die Rechte zu Büchern von unabhängigen Autoren, deren Bücher auf BookTok bekannt geworden sind. The Atlas Six von Olivie Blake war ein selbst veröffentlichtes Buch über Kindle im Jahr 2020 und ist eine „BookTok-Sensation“ geworden. Das Fantasy-Buch wurde von Tor Books gekauft, 2021 überarbeitet und erneut veröffentlicht. In manchen Fällen erhielten Autoren für noch unveröffentlichte Bücher Verträge, da sie vorher schon so beliebt waren, wie z. B. Lightlark von Alex Aster.
Buchhandlungen wie Barnes & Noble haben auch festgestellt, dass sie durch BookTok mehr Verkäufe haben, und nutzen das für ihre Läden. Viele Buchläden haben BookTok-Auslagen mit den beliebten Büchern erstellt. Barnes and Noble hat einen besonderen Bereich auf ihrer Webseite nur für BookTok-Bücher.
Auch in Deutschland fasste der Trend ab 2023 Fuß. Thalia schreibt dazu, „deutsche Bücher sind zunehmend im Kommen. Das BookTok-Phänomen breitet sich aus und wird immer internationaler.“ und veröffentlicht eine Liste von „BookTok-Bestsellern“, ebenso wie buecher.de. Mit Unterstützung durch TikTok wurden auf der Frankfurter Buchmesse 2023 am 21. Oktober 2023 die TikTok Book Awards 2023 in fünf Kategorien verliehen. Auch 2024 wurde der Award in Frankfurt wieder verliehen. Zu den Gewinnern gehörten 2024 Josi Wismar als BookTok Autorin des Jahres, Mona Kastens Save Me als BookTok Community Buch des Jahres und @itsjessamess als BookTok Creatorin des Jahres.
Viele Händler sehen BookTok als eine gute Möglichkeit, Bücher zu bewerben und herauszufinden, was gerade angesagt ist, um dadurch mit den Menschen in Kontakt zu treten. Einige begrüßen, da man kontrollieren kann, welche Bücher gerade gelesen werden, andere finden es schädlich.

## Beliebte BookTok-Bücher
BookTok-Bücher sind Bücher, die oft besprochen werden und die dadurch vermehrt verkauft werden. Dazu gehören z. B.:
- A Court of Thorns and Roses von Sarah J. Maas[27]
- Fourth Wing von Rebecca Yarros[28]
- It Ends With Us von Colleen Hoover[20]
- My Year of Rest and Relaxation von Ottessa Moshfegh[5]
- The Seven Husbands of Evelyn Hugo  von Taylor Jenkins Reid[4]
- Six of Crows von Leigh Bardugo[29]
- The Song of Achilles von Madeline Miller[3]
- They Both Die at the End von Adam Silvera[14]